# Serge Gainsbourg

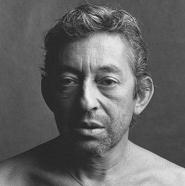
Serge Gainsbourg

Lucien Ginsburg (París, 2 d'abril de 1928 - París, 2 de març de 1991), de nom artístic Serge Gainsbourg, va ser un músic francès. Una de les seves cançons més conegudes és, potser, Je t'aime... moi non plus (en català seria, T'estimo... jo tampoc). Es tracta d'una peça composta el 1967 i inicialment gravada amb Brigitte Bardot (a qui la dedicà, arran de la seva relació sentimental), però coneguda sobretot en la seva segona versió, gravada el 1969 amb Jane Birkin, la seva parella aleshores. Una altra de les peces per les quals és més conegut fora de França és la cançó Poupée de cire, poupée de son (Nina de cera, nina de segó), composta per ell i cantada per France Gall, guanyadora el 1965 del Festival d'Eurovisió com a representant de Luxemburg.
Sortia amb dones de gran bellesa, que feia cantar amb ell i portava a la fama, tot i que la major part d'elles el van abandonar perquè se sentien com un objecte o una medalla per mostrar, poc valuoses per si mateixes si ell havia de fer-los de Pigmalió.
Als anys vuitanta la seva carrera va decaure profundament. Al final d'aquesta època, Gainsbourg es va inventar un nou personatge, Gainsbarre (del joc de mots "se barre", és a dir, 'fot el camp'), molt mediàtic i que mostrava voluntàriament el seu costat més polèmic. Va cridar molt l'atenció dels francesos quan, per exemple, el 1984 va cremar un bitllet de 500 francs a la televisió TF1.
Va cantar amb la seva filla Charlotte Gainsbourg, filla de Jane Birkin, quan ella era encara adolescent. El 2009 Charlotte Gainsbourg va treure el seu tercer àlbum en solitari, IRM, en què va participar el nord-americà Beck Hansen. El 2010 es va produir un film basat en la biografia de Serge Gainsbourg, titulat Serge Gainsbourg, vie héroïque (en català, «Serge Gainsbourg, vida heroica»), dirigida per Joann Sfar.
La seva primera biografia escrita directament en castellà es va editar el 2015.

## Discografia
- 1958: Du Chant À La Une !
- 1959: Serge Gainsbourg N°2
- 1961: L'étonnant Serge Gainsbourg
- 1962: Serge Gainsbourg N° 4
- 1963: Gainsbourg Confidentiel
- 1964: Gainsbourg Percussions
- 1968: Initials B.B.
- 1968: Bonnie And Clyde, amb Brigitte Bardot
- 1969: Jane Birkin-Serge Gainsbourg
- 1971: Histoire de Melody Nelson, amb Jane Birkin
- 1973: Vu de l'extérieur
- 1975: Rock around the bunker
- 1976: L'Homme à tête de chou
- 1979: Aux armes et cætera
- 1981: Mauvaises Nouvelles Des Étoiles
- 1984: Love on the Beat
- 1987: You're Under Arrest